# Топман, Аугуст Юрьевич
А́угуст Ю́рьевич То́пман (нем. August Topman; 28 июня (10 июля) 1882, Райккюла, Эстляндская губерния, Российская империя, ныне уезд Рапламаа, Эстония — 8 сентября 1968, Таллин, Эстонская ССР) — эстонский органист и музыкальный педагог. Заслуженный деятель искусств Эстонской ССР (1957).

## Биография

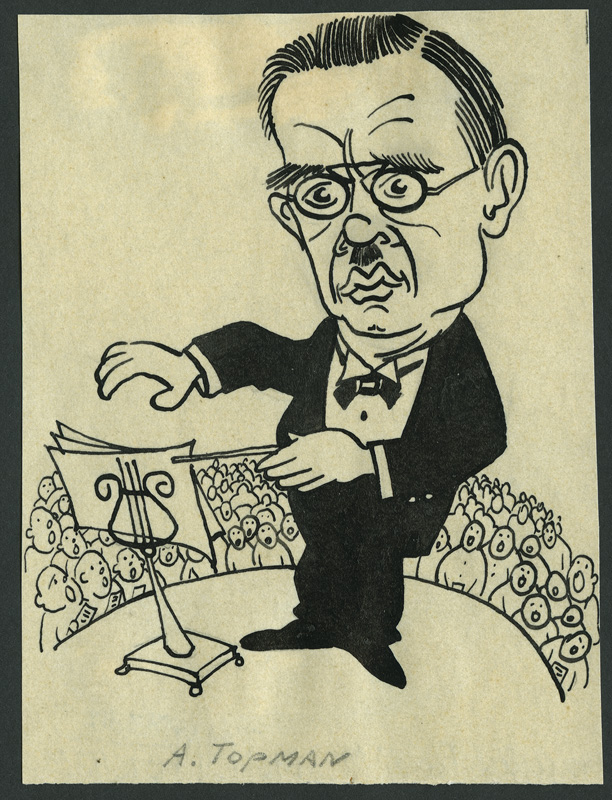
Аугуст Топман (карикатура Агори, Велло)

В 1904 году окончил Санкт-Петербургскую консерваторию по классу органа Людвига Гомилиуса, в 1911 — по классу композиции Анатолия Лядова и Иосифа Витоля, одновременно обучаясь дирижированию у Николая Черепнина.
В 1904—1919 годах — органист таллинской церкви Святого Иоанна. Одновременно в 1913—1921 годах — хормейстер и дирижёр в оперном театре «Эстония». В 1907—1916 годах преподавал в частной музыкальной школе Алисы Сегал, в 1908—1817 годах — в гимназии Николая I, в 1910—1919 годах — в Таллинском мужском коммерческом училище, 1919–1923 годах — в Таллинской учительской семинарии, в 1924—1931 — во 2-й Таллинской женской гимназии. С 1904 года руководил несколькими хорами, в частности, в 1911—1924 годах — смешанным хором Музыкального отделения театра «Эстония», в 1927—1936 годах — хором Таллинского мужского певческого общества.
В 1919 году вошёл в число организаторов и первых преподавателей Таллинской консерватории, с 1925 года по 1950 год — профессор. Среди его многочисленных учеников — Эдгар Арро, Виллем Капп, Хуго Лепнурм, Вельо Тормис.
С 1927 по 1929 год председатель Союза эстонских певцов. Читал лекции по церковной музыке на богословском факультете Тартуского университета, писал статьи о музыке. Создал две кантаты, хоровую и сольную песни, музыку для фортепиано и фисгармонии. Опубликованы его «Воспоминания» (1972).

## Семья
- Сын — Уду Топман (Udu Topman, 1908—1963), виолончелист, музыкальный педагог[2].
- Внучка — Моника Топман (Monika Topman, 1937—2021), историк музыки, преподаватель Таллинской консерватории[2].